# Irina Rodríguez
Irina Rodríguez Álvarez (* 16. September 1977 in Barcelona) ist eine ehemalige spanische Synchronschwimmerin.

## Erfolge
Irina Rodríguez gewann 2002 bei den Europameisterschaften 2002 in Berlin ihre erste internationale Medaille, als sie den Wettkampf mit der Mannschaft auf dem Silberrang beendete. Ein Jahr darauf gewann sie mit der Mannschaft in der Kombination der Weltmeisterschaften in Barcelona ebenfalls Silber. 2004 wurde Rodríguez in Madrid erstmals Europameisterin dank eines ersten Platzes in der Kombination. Darüber hinaus belegte sie erneut Rang zwei im Mannschaftswettbewerb. Bei ihrem Olympiadebüt 2004 in Athen gehörte Rodríguez ebenfalls zum spanischen Kader in der Mannschaftskonkurrenz. Mit 96,751 Punkten verpassten die Spanierinnen als Vierte hinter Russland, Japan und den Vereinigten Staaten knapp einen Medaillengewinn. Rodríguez schloss die Weltmeisterschaften 2005 in Montreal in der Mannschaftskonkurrenz und in der Kombination jeweils auf dem dritten Platz ab. Ein Jahr darauf gewann sie bei den Europameisterschaften in Budapest in der Kombination und im Mannschaftswettbewerb jeweils die Silbermedaille. Im freien Programm sicherte sich Rodríguez bei den Weltmeisterschaften 2007 in Melbourne eine weitere Silbermedaille und belegte im technischen Programm Rang drei.
Sehr erfolgreich verliefen die Europameisterschaften 2008 in Eindhoven für Rodríguez: sowohl in der Kombination als auch im Mannschaftswettbewerb sicherte sie sich den Titelgewinn. Bei den Olympischen Spielen 2008 in Peking trat sie wie schon 2004 im Mannschaftswettbewerb an. Im technischen und im freien Programm des Wettkampfs erzielten die Spanierinnen das zweitbeste Resultat hinter den späteren Olympiasiegerinnen aus Russland. Vor der drittplatzierten chinesischen Mannschaft gewann Rodríguez somit gemeinsam mit Andrea Fuentes, Thaïs Henríquez, Alba María Cabello, Laura López, Gemma Mengual, Raquel Corral und Paola Tirados die Silbermedaille. Bei den Weltmeisterschaften 2009 in Rom gewann Rodríguez die Goldmedaille in der Kombination und jeweils Silber im technischen und im freien Programm des Mannschaftswettbewerbs. Bei ihren letzten internationalen Wettkämpfen, den Europameisterschaften 2010 in Budapest, gewann Rodríguez mit der Mannschaft in der Kombination Silber.